# Frances Hodgson Burnett
Frances Hodgson Burnett (Manchester, 24 november 1849 – Plandome Manor, 29 oktober 1924) was een Britse roman- en toneelschrijfster. Ze is bekend door haar kinderboeken, waaronder De geheime tuin en De kleine Lord (Little Lord Fauntleroy), die verschillende keren werden verfilmd.

## Leven
Frances H. Burnett werd geboren in Cheetham Hill, Manchester, als Frances Eliza Hodgson. Haar vader stierf in 1854, toen ze drie jaar was. Haar moeder moest zien rond te komen met vijf kinderen. Het gezin leefde in grote armoede in de achterbuurten van Manchester. In 1856 emigreerde het gezin op aandringen van een oom van Frances naar Knoxville in de Amerikaanse staat Tennessee. Hoewel het gezin nog even arm was, kwamen ze door deze verhuizing in een betere omgeving te wonen.
Na het overlijden van haar moeder in 1867 werd Burnett als 18-jarige hoofd van het gezin met nog twee jongere kinderen. Ze onderhield het gezin door zich toe te leggen op schrijven. Haar eerste verhaal werd gepubliceerd in Godey's Lady's Book in 1868. Al snel publiceerde ze regelmatig in Godey's Lady's Book, literatuurtijdschrift Scribner's Monthly en de vrouwenbladen Peterson's Magazine en Harper's Bazaar. Haar kracht lag in het combineren van een realistische beschrijving van het dagelijks leven van de eenvoudige klasse met een romantische verhaallijn.
In Amerika ontmoette ze haar echtgenoot Swan Burnett, een arts, met wie ze in 1873 trouwde. Door het succes van haar boeken en van de toneelbewerking van Little Lord Fauntleroy verdiende ze nu veel geld. Ze kregen samen twee zonen, Lionel en Vivian. De eerste overleed zestien jaar oud aan tuberculose, waarna ze in een depressie raakte. In 1898 scheidde Frances in goede overeenstemming van Swan, en in 1900 hertrouwde ze met Stephen Townsend, een acteur die al in 1887 in Londen had leren kennen, maar dit huwelijk was een mislukking, en duurde nog geen twee jaar. Tussen 1880 en 1907 woonde Burnett afwisselend in Washington en Engeland. 
Daarna vestigde ze zich definitief in de Verenigde Staten, en liet een villa bouwen, geheten Fairseat, in het dorp Plandome Manor op Long Island. Haar zoon Vivian, die als uitgever was gaan werken, woonde in de buurt en werkte veel met zijn moeder samen. In 1911 verscheen haar tweede nu beroemde boek, The Secret Garden. Daarna verschenen nog zeven andere romans voordat Frances Hodgson Burnett op 74-jarige leeftijd in Plandome Manor overleed.

## Werken
- That Lass o' Lowrie's (1877)
- Surly Tim (1877)
- Theo. A Sprightly Love Story (1877)
- Lindsay's Luck (1878)
- Haworth's (1879)
- Miss Crespigny  (1879)
- Louisiana (1880)
- A Fair Barbarian (1881)
- Esmerelda (1881), met William Gillette
- Through One Administration (1883)
- Little Lord Fauntleroy (1886)
- Editha’s Burglar. A Story for Children (1888)
- The Fortunes of Philippa Fairfax (1888)
- The Pretty Sister of José (1889)
- The Drury Lane Boys' Club (1892)
- The One I Knew the Best of All. A Memory of the Mind of a Child (1893)
- Little Saint Elizabeth, and Other Stories (1893)
- Two Little Pilgrims' Progress. A Story of the City Beautiful (1895)
- A Lady of Quality (1896)
- In Connection with the De Willoughby Claim (1899)
- The Making of a Marchioness (1901)
- The Land of the Blue Flower (1904)
- A Little Princess. Being the Whole Story of Sara Crewe Now Told for the First Time (1905)
- Queen Silver-Bell (1906)
- Racketty-Packetty House (1906)
- The Shuttle (1907)
- The Good Wolf (1908)
- The Secret Garden (1911)
- My Robin (1912)
- T. Tembarom (1913)
- The Lost Prince (1915)
- The Little Hunchback Zia (1916)
- The White People (1917)
- The Head of the House of Coombe (1922)
- Robin (1922)

- Bibsys: 90141009
- Biblioteca Nacional de Chile: 000037149
- Biblioteca Nacional de España: XX917364
- Bibliothèque nationale de France: cb11894596r (data)
- Catàleg d'autoritats de noms i títols de Catalunya: 981058514238806706
- CiNii: DA03211534
- Digitale Bibliotheek voor de Nederlandse Letteren: burn005
- Gemeinsame Normdatei: 118674986
- International Standard Name Identifier: 0000 0003 6863 9102
- Library of Congress Control Number: n80009729
- Nationale Bibliotheek van Letland: 000019545
- MusicBrainz: be425d3b-857b-4820-8a7b-948d2f9c1752
- Bibliotheek van het Japanse parlement: 00434878
- Nationale Bibliotheek van Tsjechië: jn20010601134
- Nationale bibliotheek van Australië: 35023949
- Nationale Bibliotheek van Israël: 987007259358805171
- Nationale Bibliotheek van Polen: a0000002005633
- Nationale en Universitaire bibliotheek Zagreb: 000006523
- Nederlandse Thesaurus van Auteursnamen: 069459436
- Russische Staatsbibliotheek: 000000165
- Istituto Centrale per il Catalogo Unico: CFIV052008
- LIBRIS: 179741
- SNAC: w69023vt
- Système universitaire de documentation: 026759713
- Trove: 797850
- Union List of Artist Names: 500524829
- Virtual International Authority File: 27061925
- WorldCat: E39PBJfMkPrdkqvDxCHqbwMdcP